# هنری کدبری
هنری کدبری (انگلیسی: Henry Cadbury؛ ۱ دسامبر ۱۸۸۳ – ۹ اکتبر ۱۹۷۴) دانشمند در زمینه تاریخ مسیحیت اهل ایالات متحده آمریکا بود.